# Alm (Fluss)
Die Alm (oder der Almfluss) ist ein 48 km langer Nebenfluss der Traun in Oberösterreich.

## Namenskunde
Der Name des Flusses wurde erstmals 791 als „Albina“ erwähnt. Er leitet sich von indogermanisch *albh- (weiß, vgl. lat. albus) ab und bezeichnet ein klares Wasser. Dieser Namenstypus ist, wie auch der Name Elbe zeigt, in ganz Europa verbreitet.
Nach der Alm wurde 1953 in Wien die Almgasse benannt.

## Geographie
Die Alm ist der Abfluss des Almsees nördlich des Toten Gebirges und fließt durch das Almtal in nördliche Richtung. Sie durchfließt Grünau im Almtal, passiert Scharnstein, Pettenbach, später Vorchdorf, Steinerkirchen an der Traun und Bad Wimsbach-Neydharting und mündet nach 48 km im Gemeindegebiet von Fischlham in die Traun. Das durchschnittliche Gefälle beträgt 5,3 ‰.
Viele größere und kleinere Zuflüsse machen aus der Alm einen breiten Gebirgsfluss mit auch im Sommer verhältnismäßig kaltem Wasser. Der wichtigste Nebenfluss, die Laudach, mündet im südlichen Gemeindegebiet von Bad Wimsbach-Neydharting von links in die Alm.
Zwischen dem Almsee und Grünau stellt die Alm einen hochdynamischen, pendelnden Gebirgsfluss dar, im Übergang von den Alpen zum Alpenvorland zwischen Grünau und Mühltal ist sie ein dynamisch gewundener Flusstyp und im Alpenvorland zwischen Mühltal und der Mündung bildet sie ein furkierendes (sich aufgabelndes) Flusssystem.

## Hydrologie
Das natürliche Einzugsgebiet der Alm beträgt 492,3 km². Der höchste Punkt darin ist der Große Priel mit 2515 m ü. A.
Der mittlere Abfluss beträgt am Pegel Grünau, 36,9 km oberhalb der Mündung, 9,24 m³/s, am Pegel Penningersteg, 4,75 km oberhalb der Mündung, 15,2 m³/s, was einer Abflussspende von 50,8 bzw. 34,1 l/(s·km²) entspricht. Die Alm weist ein deutliches winternivales Abflussregime auf. Das Abflussmaximum ist während der Schneeschmelze im Frühjahr, der abflussreichste Monat ist dabei der Juni mit im Mittel 21,4 m³/s, das Abflussminimum im Oktober beträgt mit 10,5 m³/s etwa die Hälfte davon.
Der Abfluss aus dem Almsee wird durch das Wehr bei der Seeklause so geregelt, dass bei einem Zufluss von über 1,5 m³/s der Seespiegel in konstanter Höhe gehalten wird. Durch die Ausleitung in Mühlbäche und Triebwerkskanäle für die Wasserkraftnutzung wird die Abflussmenge auf weiten Strecken verringert, wobei zum Teil die Flusssohle trockenfällt.
Aufgrund der geringen Bevölkerungsdichte und vergleichsweise geringen Rolle von Landwirtschaft und Industrie im Einzugsgebiet ist die Alm nur wenig belastet und weist im gesamten Verlauf Gewässergüteklasse I–II auf. Der die Alm begleitende Grundwasserstrom mit einer Breite von 500 bis 1000 m stellt ein wichtiges überregionales Trinkwasserreservoir dar.

## Geologie
Die Alm durchfließt drei geologische Großeinheiten. Zuerst durchquert sie auf einer Länge von 17 km die Nördlichen Kalkalpen. Es folgt die Flyschzone, mit einer 7 km (rechtsseitig) bzw. 11 km (linksseitig) langen Fließstrecke und bis zur Mündung in die Traun die Molassezone mit einer Länge von 20 km.

### Tektonik
Der Oberlauf der Alm liegt am Nordrand der Totengebirgsdecke (Tirolikum) und ist somit Teil der Nördlichen Kalkalpen. Diese Deckeneinheit besteht überwiegend aus mesozoischen Kalken und Dolomiten der Trias. Die umgebenden Berge bestehen aus Wettersteindolomit, der im Ladinium bis Karnium vor rund 230 Millionen Jahren gebildet wurde. Der kristalline Untergrund ist von einem von Nord nach Süd verlaufenden, seitenverschiebenden Bruch durchschnitten. An dieser sogenannten Alm-Störung wurde die westliche Seite gegenüber der Ostseite in dextralem Bewegungssinn weiter nach Norden bewegt. Der Oberflauf der Alm folgt diesem Bruch bis rund 4 km nördlich von Grünau. Von dort verläuft der Fluss nach Nordosten und folgt der Pettenbach-Störung, bei der die Ostseite sinistral nach Norden versetzt wurde.

### Ehemalige Vergletscherung
Während der Eiszeiten hat der Almgletscher, der aus den Karräumen von Hetzau, In der Röll und dem Kolmkar am Nordabfall des Toten Gebirges abfloss, das Almtal geformt. Das würmzeitliche Gletscherende wird im Almtal südlich von Scharnstein bei der Kothmühle in etwa 530 m ü. A. angenommen, wo mit einem scharfen Knick das Zungenbecken von Grünau einsetzt und gegen den westlichen Bergrand zu noch undeutliche Endmoränenansätze erhalten sind. Eine großflächige Umgestaltung des Almtales erfolgte am Ende der Würmeiszeit vor etwa 13.000 Jahren durch einen spätglazialen Bergsturz in der Hetzau. Dabei lösten sich etwa 0,5 km³ Felsmaterial aus dem Büchsenkar des Hochplattenkogels und erfüllten die Hetzau und das Straneggbachtal bis zum Almtal (etwa im Bereich des Hotels Jagersimmerl) mit einer Tomalandschaft. Diese 12 Kilometer lange Schuttzunge ist eine der längsten im Ostalpenraum. Die Alm und der Weißeneggbach wurden aufgestaut und hinter dem Schwemmkegel des Weißeneggbaches entstand der Almsee.

## Flora und Vegetation
Zwischen dem Almsee und Grünau weist die Alm weitgehend natürliche bzw. naturnahe Ufer auf. Im dicht besiedelten und landwirtschaftlich genutzten Raum zwischen Grünau und Vorchdorf ist sie stark reguliert und in ein geradliniges Flussbett mit begleitenden Dämmen gezwängt. Im Unterlauf ist sie von ausgedehnten, naturnahen bis natürlichen Ufergehölzen und Auwäldern umgeben. An etlichen Stellen finden sich naturnahe Schotterbänke. Das Fließgewässerkontinuum ist durch rund 50 Wehre und andere Querbauten beeinträchtigt, die nur zu einem kleinen Teil für Fische passierbar sind. Die Staubereiche führen zu einer geringeren Fließgeschwindigkeit und größeren Sedimentation.
Entlang der oberen Alm sind oft durchgehend artenreiche Uferbegleitgehölze vorhanden, in denen Esche und Berg-Ahorn vorherrschen. In der Krautschicht finden sich zahlreiche Kalkzeiger wie Leberblümchen, Schneerose und Maiglöckchen, oft mit Arten der frischeren, nährstoffreicheren Auwälder wie Giersch und Bärlauch gemischt. Zum Teil wurden die Ufergehölze auch gepflanzt, wobei hier vor allem verschiedene Weiden, Grau- und Schwarz-Erle, Fichte und Rot-Kiefer verwendet wurden.
Im Unterlauf wird die Alm von Auwäldern begleitet. Dabei handelt es sich überwiegend um Hartholzauen bestehend aus Esche, Berg-Ahorn, Stiel-Eiche und Winter-Linde. In vielen Fällen haben die Auwälder durch die Bewirtschaftung den Charakter eines von der Fichte beherrschten Mischwaldes angenommen. Häufig gehen die Auwälder in Rotbuchen-Mischwälder über, die an den Talflanken oft bis zur Uferlinie reichen. Bei Almau nördlich von Scharnstein gibt es auch ausgedehnte Eibenbestände. Die Kiefern-Auwälder im Naturschutzgebiet Almauen beherbergen zum Teil sehr alte Rot-Kiefern und teilweise Baumhöhe erreichenden Wacholder. In der artenreichen Krautschicht finden sich zahlreiche Pflanzen mit Verbreitungsschwerpunkt in höheren Alpenregionen sowie seltene Arten wie Türkenbund-Lilie oder Frauenschuh.
Die Schotterbänke der Alm sind meist spärlich mit einjährigen Arten und Vertretern der Ruderalflora wie Barbarakraut, Hirtentäschelkraut und Vogelmiere bewachsen, lokal finden sich auch kleine Gehölze, meist Weiden. Die Schotterbänke im Ober- und im Unterlauf weisen deutlich stärkeren Bewuchs als jene im Mittellauf auf.
In den ruhiger fließenden Bereichen der Alm treten Wasserpflanzen wie Berle, Ufer-Ehrenpreis, Haarblättriger Wasserhahnenfuß und Kamm-Laichkraut auf, an den Ufern findet sich die Sumpfdotterblume.

## Fauna
Die Alm ist ein typisches Salmonidengewässer. Im Oberlauf gehört sie zur Forellenregion, im Mittel- und Unterlauf zur Äschenregion, teilweise mit Elementen der Barbenregion. Die am häufigsten vorkommenden Fischarten sind Bachforelle, Bachsaibling, Regenbogenforelle, Äsche und Koppe, wobei Bachsaibling und Bachforelle eingesetzt wurden. Cypriniden wie Barbe und Elritze finden sich in der Alm eher selten, früher kamen auch Arten wie Huchen, Nase, und Aalrutte vor.
Die Ufer der Alm stellen einen Brutplatz für mehrere Vogelarten dar, darunter Schellente, Flussuferläufer und Gänsesäger. Der Bestand des früher häufig brütenden Eisvogels hat sich durch Ufersicherungen und -verbauungen stark verringert. Der Schwarzstorch nutzt die untere Alm zur Nahrungssuche.
Auf dynamischen Schotterbänken kommen sehr seltene, hoch spezialisierte Heuschreckenarten, wie der Kiesbank-Grashüpfer und Türks Dornschrecke vor. Einige Arten wie Boscis Zartschrecke oder die Kurzflügelige Beißschrecke dringen entlang der Alm in die tieferen Lagen des Alpenvorlands vor. Die Alm bei Scharnstein ist einer der wenigen Fundorte der Steinfliegen-Art Capnioneura nemuroides außerhalb der Alpen.

## Naturschutz

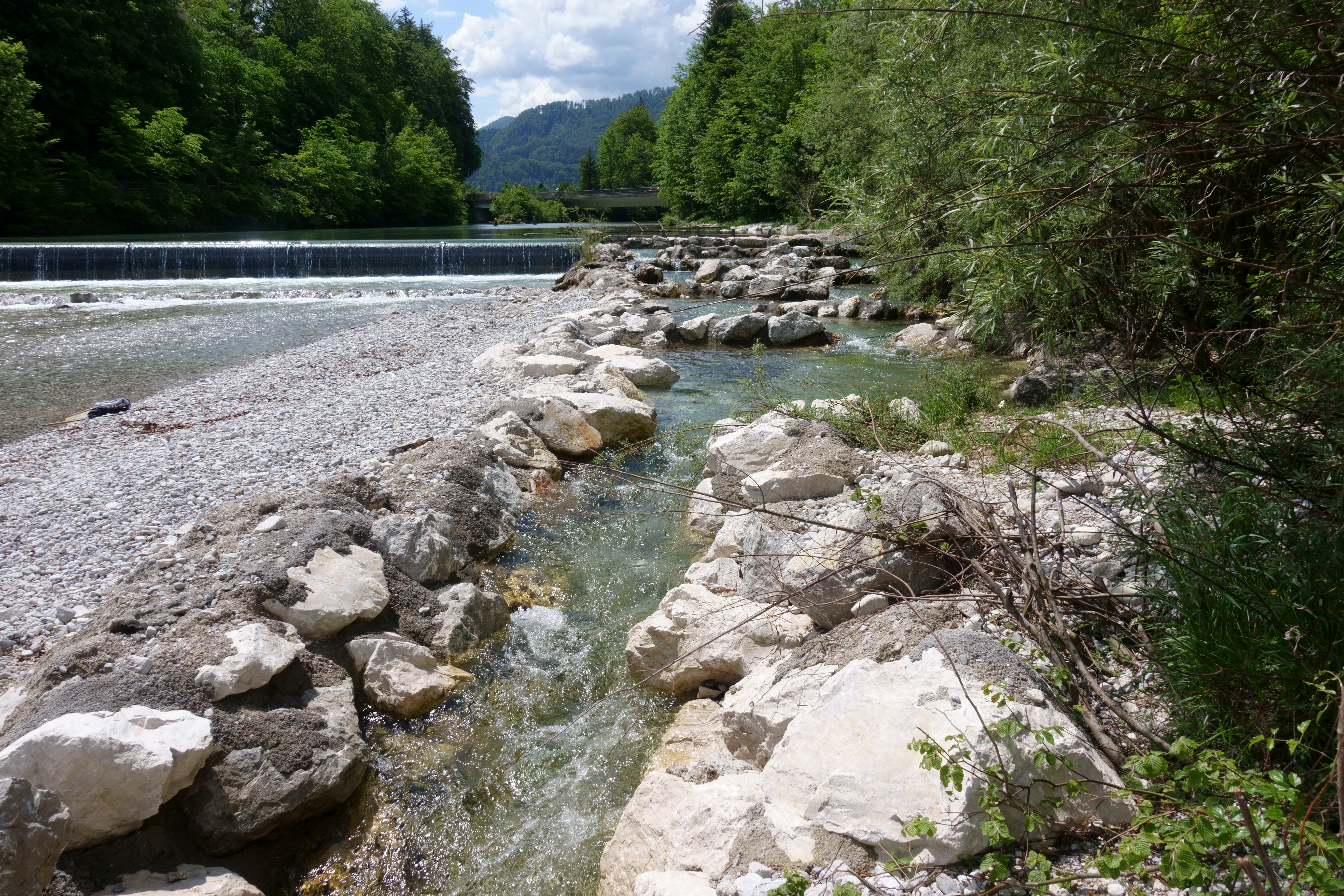
Fischaufstieg am Gangljodlwehr in der Gemeinde Grünau im Almtal

Der Almsee und der Verlauf der Alm etwa 2 Kilometer flussabwärts stehen seit 1965 unter Naturschutz (Naturschutzgebiet Almsee und Umgebung, N149). Die Almauen im Unterlauf der Alm in den Gemeinden Bad Wimsbach-Neydharting und Steinerkirchen an der Traun stehen seit 1978 unter Naturschutz. Das 100 Hektar große Gebiet dient dem Schutz der Hartholzauwälder und Kiefernauen mit der Alm selbst (Naturschutzgebiet Almauen, N125).
Aufgrund der Europäischen Wasserrahmenrichtlinie (EU-WRRL) sind alle Mitgliedstaaten der EU verpflichtet, bis 2015, in Ausnahmefällen bis 2027, alle Gewässer in einen „guten ökologischen“ Zustand zu bringen. Dadurch entstand die Notwendigkeit zur Einrichtung von rund 20 Fischtreppen, um die Durchgängigkeit der Fischwanderung zu ermöglichen.

## Wirtschaft

### Holztrift
Bis in die Zeit nach dem Ersten Weltkrieg wurde die Alm für die Holztrift und Flößerei genutzt. Die in den waldreichen Gebieten am Oberlauf gefällten Baumstämme wurden über die Traun bis zur Donau gefördert. Um immer ausreichend Wasser zum Triften zur Verfügung zu haben, wurde es mit Klausen gestaut, die bei Bedarf geöffnet wurden. Die Wehranlagen waren alle mit Floßgassen ausgestattet, um den durchgehenden Transport zu ermöglichen.

### Industrie

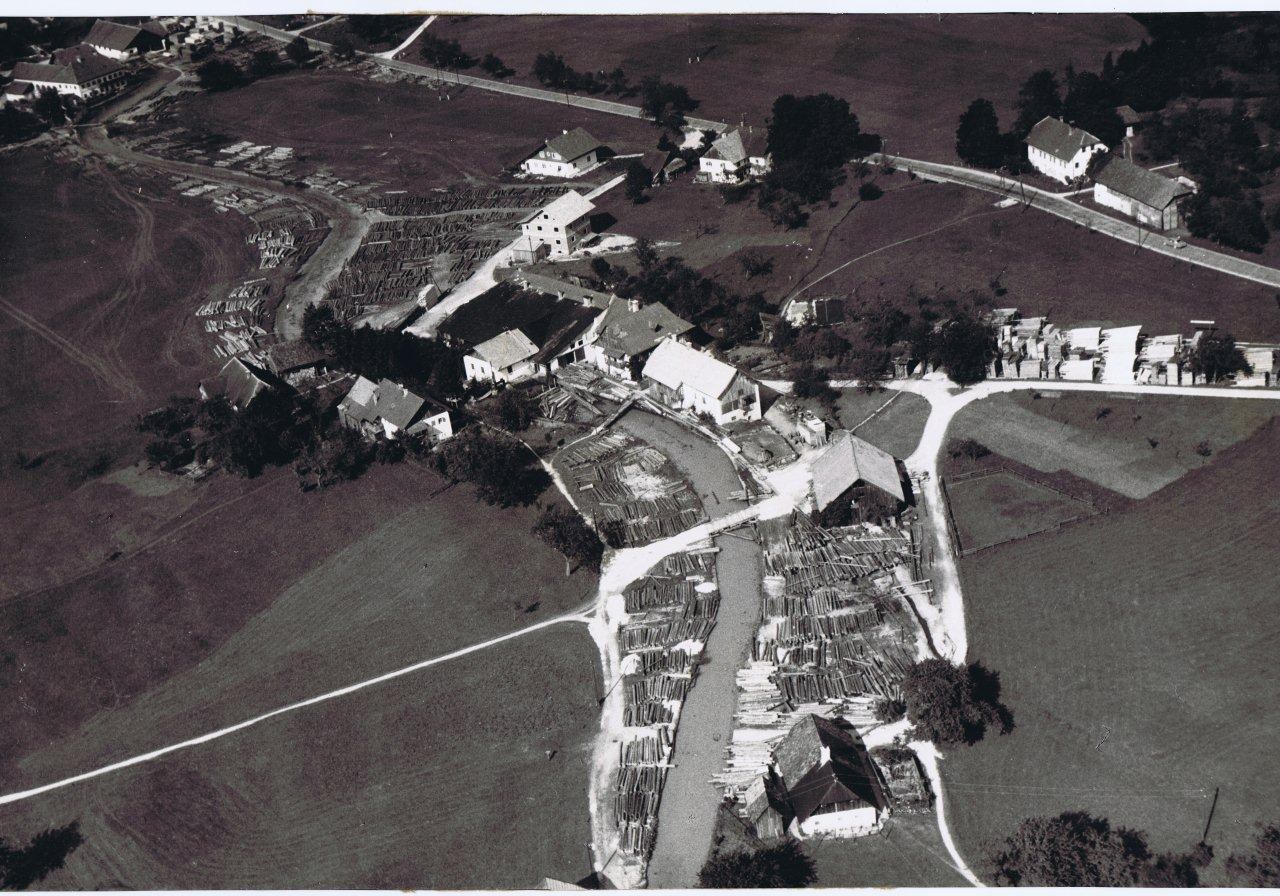
Luftaufnahme des Sägewerks Redlmühle in Grünau im Almtal, 1959

Mindestens seit dem 16. Jahrhundert wird die Wasserkraft der Alm für Mühlen, Sägewerke und Sensenhämmer genutzt. Das Wasser wurde dabei meistens über Triebwasserkanäle oder Mühlbäche, die ursprünglich oft Seitenarme darstellten, ausgeleitet. Die Sensenwerke an der Alm wurden im Laufe der Zeit zu großen Betrieben, in denen alle Produktionsstufen von der Erzeugung bis zum Schleifen und Verpacken vereint waren. Sie bestanden bis ins 19. Jahrhundert. Das ehemalige Hammerwerk Geyerhammer in Scharnstein dient heute als Museum.

### Energiewirtschaft
Mit dem Einsetzen der Industrialisierung wurde 1909 an der Alm das erste Elektrizitätswerk errichtet. Heute erzeugen knapp 60 Kleinkraftwerke Strom mit einem Regelarbeitsvermögen von zusammen rund 40.000.000 kWh im Jahr.

## Heraldik
Die Alm hat Eingang in das Wappen der Gemeinde Fischlham gefunden. Gemeinsam mit der Traun wird die Alm als eine Wellenleiste auf dem Wappen dargestellt.